# Торунський повіт
Торунський повіт (пол. powiat toruński) — один з 19 земських повітів Куявсько-Поморського воєводства Польщі.
Утворений 1 січня 1999 року в результаті адміністративної реформи.

## Загальні дані
Повіт знаходиться у центральній частині воєводства.
Адміністративний центр — місто Торунь (місто не входить до складу повіту).
Станом на 1.01.2008 населення становить 91 963 осіб, площа 1230,42 км².

## Демографія
Демографічні дані повіту станом на 30.06.2005:
|       | Всього | Всього | Жінки  | Жінки | Чоловіки | Чоловіки |
| ----- | ------ | ------ | ------ | ----- | -------- | -------- |
|       | осіб   | %      | осіб   | %     | осіб     | %        |
| Повіт | 87 821 | 100    | 44 587 | 50,8  | 43 234   | 49,2     |
| Міста | 15 298 | 100    | 7991   | 52,2  | 7307     | 47,8     |
| Села  | 72 523 | 100    | 36 596 | 50,5  | 35 927   | 49,5     |